# Два жулика
«Два жулика» — короткометражный мультфильм Анатолия Солина, шестой мультфильм из цикла «Русские сатирические сказки» (часто упоминаемого в сети под названием «Вертепъ»).

## Сюжет
Снят по сюжету русской народной сказки, разыгранной в вертепе.
Встретились как-то два жулика. Один стал жаловаться, что ему трудно жить и содержать семью, а другой, наоборот, начал хвастаться, что ему всего хватает и живёт он в достатке. И решили они обмануть генерала, чтобы заработать денег. Придумали для этого хитрую уловку, благодаря которой оставили генерала без сапог и сами разбогатели.

## Съёмочная группа
| Автор сценария и Режиссёр | Анатолий Солин                                                                     |
| Художник-постановщик      | Игорь Верповский                                                                   |
| Композитор                | Анатолий Киселёв                                                                   |
| Оператор                  | Владимир Милованов                                                                 |
| Звукооператор             | Нелли Кудрина                                                                      |
| Роли озвучивали:          | Георгий Вицин, Александр Лущик, Всеволод Абдулов                                   |
| Художники-аниматоры:      | О. Святкова, А. Черепов, Владимир Никитин, Алексей Штыхин                          |
| Художники:                | Н. Рыжкова, Елена Сударикова, С. Андреева, Л. Андреева, Е. Дулова, Людмила Двинина |
| Монтажёр                  | Т. Иванкова                                                                        |
| Редактор                  | Татьяна Бородина                                                                   |
| Директор                  | Лидия Варенцова                                                                    |

## Издания на видеокассете
Мультфильм выходил на лицензионных VHS, в 1997 году ассоциацией «Видео Союз» и компанией «Динара».
- Воробьишка-хвастунишка
- Воробьишко
- Два жулика
- Если бы я был моим папой — 1
- Если бы я был моим папой — 2
- Северная сказка
- Аттракцион
- Филипок